# 亚通
亚通集团（英語：Axiata Group Berhad，MYX：6888，简称亚通）创立于1992年6月12日（前身是马来西亚电讯国际有限公司，简称TMI）。亚通在超过12个国家拥有超过2.5亿名用户，是东南亚用户排行第1的移动电话运营商。现在正集中发展移动电话服务。

## 集团
亚通集团的前身是马来西亚电讯国际有限公司（英語：Telekom Malaysia International Bhd，简称TMI），该公司成立于1992年6月12日，是马来西亚电讯公司的移动国际部门。2008年，马来西亚电讯同意分拆马来西亚电讯国际有限公司，之后TMI成功在马来西亚股票交易所上市，并进行大改革，推出全新的公司名称“亚通”和新的公司商标。
亚通的主要业务是投资和控股，并在全球提供电信服务。他们主要把焦点放在亚洲市场。

## 子公司

亚通集团在斯里兰卡的子公司
Dialog Axiata

亚通集团在亚洲的许多地区都有子公司。亚通集团旗下在马来西亚、印度尼西亚、斯里兰卡、孟加拉国和柬埔寨的电讯公司在当地都有“电讯之冠”的荣誉。

### 马来西亚
- 天地通

### 斯里兰卡
- Dialog Axiata

### 印尼
- PT Axis Telekom Indonesia
- XL Axiata

### 柬埔寨
- Smart Axiata

### 孟加拉国
- Robi Axiata

### 尼泊尔
- Ncell Axiata